# Rhodamnia glauca
Rhodamnia glauca là một loài thực vật có hoa trong Họ Đào kim nương. Loài này được Blume miêu tả khoa học đầu tiên năm 1850.